# トクザクラ
トクザクラ（1969年4月13日 - ?）は、日本中央競馬会に所属していた競走馬・繁殖牝馬。「花の47年組」の一頭。
1971年の最優秀3歳牝馬と1972年の最優秀4歳牝馬を受賞。

## 経歴
1969年4月13日に千葉県の徳間牧場で誕生しているが、翌14日には同期のノボルトウコウが、16日にはツキサムホマレが産まれている。
徳間牧場を経営していたオーナーの徳間康快は日本を代表する実業家・映画プロデューサーであり、徳間書店やスタジオジブリの初代社長も務めた。

### 戦績
1971年7月に新潟でデビュー。新馬戦を6馬身差の圧勝で人気に応えると、2戦目の新潟3歳Sはレコード勝ち。3戦目の京成杯3歳Sは初の不良馬場での競馬であったが、7馬身差の圧勝とスピードの違いを見せつけた。新潟3歳S・京成杯3歳Sで共にトクザクラの2着に入ったのが、同期のノボルトウコウ。3戦目の京成杯3歳Sで3着に入ったタケフブキは翌年のオークス馬。その後は白菊S4着を前哨戦とし、朝日杯3歳Sに参戦。メンバー唯一の牝馬だったが、騎乗した田村正光と共にGI級競走を初制覇。1972年は始動戦のオープンを安田隆行との初コンビで快勝し、5月に行われた桜花賞では2番人気に推されるも4着。その後は5ヶ月の休養を経て、牝馬東京タイムズ杯・ダービー卿CTと重賞を2連続圧勝。その後は有馬記念14着を皮切りに、1974年の中山牝馬S7着まで8連続未連対を記録。1974年引退。

### 引退後
引退後は繁殖牝馬となったが、目立った産駒は送り出せなかった。その後は不明。

## 競走成績
| 年月日 | 年月日 | 年月日 | 開催場 | 競走名             | 頭数 | 人気 | 着順 | 距離（状態）  | タイム  | 着差    | 騎手     | 斤量 | 勝ち馬（2着馬）      |
| ------ | ------ | ------ | ------ | ------------------ | ---- | ---- | ---- | ------------- | ------- | ------- | -------- | ---- | -------------------- |
| 1971   | 7.     | 24     | 新潟   | 新馬               | 9    | 1    | 01着 | 芝1000m（重） | 00-59.9 | 6馬身   | 田村正光 | 52   | （スターチャイルド） |
|        | 8.     | 15     | 新潟   | 新潟3歳S           | 9    | 3    | 01着 | 芝1200m（良） | R1.10.9 | 4馬身   | 田村正光 | 52   | （ノボルトウコウ）   |
|        | 10.    | 10     | 中山   | 京成杯3歳S         | 9    | 2    | 01着 | 芝1200m（不） | 01.13.2 | 7馬身   | 田村正光 | 52   | （ノボルトウコウ）   |
|        | 11.    | 6      | 東京   | 白菊S              | 8    | 1    | 04着 | 芝1400m（稍） | 01.25.4 | 0.3秒   | 田村正光 | 54   | （トモエオー）       |
|        | 12.    | 12     | 中山   | 朝日杯3歳S         | 9    | 4    | 01着 | 芝1600m（良） | 01.36.2 | 1/2馬身 | 田村正光 | 53   | （パワーライフ）     |
| 1972   | 3.     | 25     | 阪神   | オープン           | 8    | 2    | 01着 | 芝1600m（重） | 01.40.9 | 2馬身   | 安田隆行 | 52   | （ハジメローズ）     |
|        | 5.     | 21     | 阪神   | 桜花賞             | 20   | 2    | 04着 | 芝1600m（良） | 01.38.2 | 0.6秒   | 田村正光 | 55   | アチーブスター       |
|        | 10.    | 29     | 東京   | 牝馬東京タイムズ杯 | 15   | 2    | 01着 | 芝1600m（良） | 01.35.6 | 5馬身   | 田村正光 | 53   | （クリケント）       |
|        | 11.    | 19     | 東京   | ダービー卿CT       | 14   | 1    | 01着 | 芝1800m（良） | 01.49.6 | 2馬身   | 田村正光 | 53   | （ギャラントモア）   |
|        | 12.    | 17     | 中山   | 有馬記念           | 14   | 7    | 14着 | 芝2500m（良） | 02.40.6 | 2.1秒   | 田村正光 | 52   | イシノヒカル         |
| 1973   | 1.     | 27     | 東京   | オープン           | 10   | 1    | 03着 | 芝1600m（稍） | 01.37.4 | 0.1秒   | 加藤和宏 | 53   | キョウエイグリーン   |
|        | 3.     | 18     | 中山   | 中山牝馬S          | 12   | 1    | 07着 | 芝1800m（良） | 01.51.8 | 0.7秒   | 田村正光 | 57   | キョウエイグリーン   |
|        | 11.    | 18     | 東京   | ダービー卿CT       | 9    | 4    | 04着 | 芝1800m（良） | 01.49.3 | 0.5秒   | 田村正光 | 55   | ユウシオ             |
|        | 12.    | 8      | 中山   | オープン           | 9    | 1    | 05着 | 芝1600m（良） | 01.36.0 | 0.5秒   | 田村正光 | 55   | ロイヤルスプリンタ   |
| 1974   | 1.     | 6      | 東京   | 金杯（東）         | 17   | 7    | 12着 | 芝2000m（良） | 02.02.8 | 1.4秒   | 田村正光 | 53   | イナボレス           |
|        | 1.     | 27     | 東京   | オープン           | 8    | 2    | 04着 | 芝1800m（良） | 01.50.2 | 1.0秒   | 加藤和宏 | 52   | コーヨー             |
|        | 2.     | 24     | 中山   | オープン           | 10   | -    | 取消 | 芝1600m（稍） | -       | -       | 加藤和宏 | 52   | （サンポウ）         |
|        | 3.     | 16     | 中山   | 中山牝馬S          | 13   | 2    | 07着 | 芝1800m（良） | 01.51.9 | 1.0秒   | 田村正光 | 55   | ラファール           |

- タイム欄のRはレコード勝ちを示す。
- 太字の競走は八大競走。